# 500 kilomètres de Sugo 1991
Navigation
Édition précédente Édition suivante

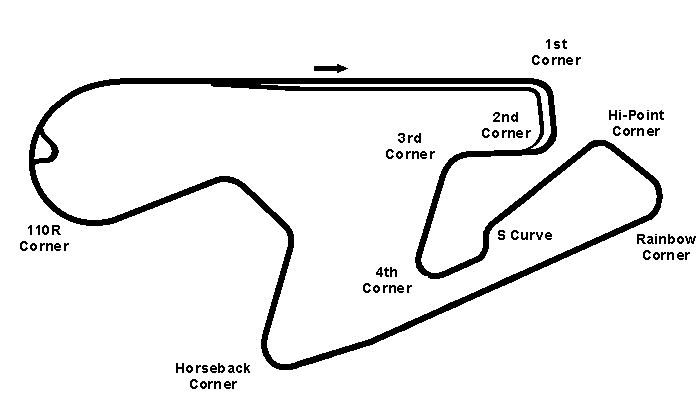
Tracé du Sportsland Sugo.

Les 500 kilomètres de Sugo 1991 (officiellement appelé les 1991 Iris Ohyama Sugo Inter 500 km), disputées le 16 septembre 1991 au Sportsland Sugo, ont été la cinquième manche du Championnat du Japon de sport-prototypes 1991.

## La course

### Classement de la course
Voici le classement officiel au terme de la course,.
- Les premiers de chaque catégorie du championnat du monde sont signalés par un fond jaune.
- Pour la colonne Pneus, il faut passer le curseur au-dessus du modèle pour connaître le manufacturier de pneumatiques.
- Les voitures ne réussissant pas à parcourir 75% de la distance du gagnant sont non classées (NC).

| Pos  | Classe | no  | Écurie                 | Pilotes                                         | Châssis                             | Pneus | Tours | Temps               |
| Pos  | Classe | no  | Écurie                 | Pilotes                                         | Moteur                              | Pneus | Tours | Temps               |
| ---- | ------ | --- | ---------------------- | ----------------------------------------------- | ----------------------------------- | ----- | ----- | ------------------- |
| 1    | C1     | 37  | Toyota Team Tom’s      | Eje Elgh Geoff Lees                             | Toyota 91C-V                        | B     | 135   | 2 h 57 min 30 s 838 |
| 1    | C1     | 37  | Toyota Team Tom’s      | Eje Elgh Geoff Lees                             | Toyota R36V 3,6 l V8 Turbo          | B     | 135   | 2 h 57 min 30 s 838 |
| 2    | C1     | 27  | FromA Racing           | Akihiko Nakaya Volker Weidler                   | Nissan R91CK                        | B     | 135   | + 6 s 182           |
| 2    | C1     | 27  | FromA Racing           | Akihiko Nakaya Volker Weidler                   | Nissan VHR35Z 3,5 l V8 Turbo        | B     | 135   | + 6 s 182           |
| 3    | C1     | 1   | Nissan Motorsport      | Masahiro Hasemi Anders Olofsson                 | Nissan R91CP                        | B     | 135   | + 25 s 144          |
| 3    | C1     | 1   | Nissan Motorsport      | Masahiro Hasemi Anders Olofsson                 | Nissan VHR35Z 3,5 l V8 Turbo        | B     | 135   | + 25 s 144          |
| 4    | C1     | 100 | Nisseki Racing Team    | George Fouché Steven Andskär                    | Porsche 962GTi                      | D     | 132   | + 3 tours           |
| 4    | C1     | 100 | Nisseki Racing Team    | George Fouché Steven Andskär                    | Porsche Type-935 3,0 l Flat-6 Turbo | D     | 132   | + 3 tours           |
| 5    | C1     | 25  | Team LeMans            | Hideki Okada Masahiko Kageyama                  | Nissam R91VP                        | Y     | 132   | + 3 tours           |
| 5    | C1     | 25  | Team LeMans            | Hideki Okada Masahiko Kageyama                  | Nissan VHR35Z 3,5 l V8 Turbo        | Y     | 132   | + 3 tours           |
| 6    | C1     | 18  | TWR Suntec Jaguar      | Mauro Martini Jeff Krosnoff                     | Jaguar XJR-11                       | D     | 129   | + 6 tours           |
| 6    | C1     | 18  | TWR Suntec Jaguar      | Mauro Martini Jeff Krosnoff                     | Jaguar JV6 3,5 l V6 Turbo           | D     | 129   | + 6 tours           |
| 7    | C1     | 38  | Toyota Team SARD       | Roland Ratzenberger Pierre-Henri Raphanel       | Toyota 91C-V                        | B     | 127   | + 8 tours           |
| 7    | C1     | 38  | Toyota Team SARD       | Roland Ratzenberger Pierre-Henri Raphanel       | Toyota R36V 3,6 l V8 Turbo          | B     | 127   | + 8 tours           |
| 8    | C1     | 21  | Aoshima Tsunemasa      | Hideo Fukuyama Hideshi Matsuda (en)             | Spice SE90C                         | D     | 127   | + 8 tours           |
| 8    | C1     | 21  | Aoshima Tsunemasa      | Hideo Fukuyama Hideshi Matsuda (en)             | Ford Cosworth DFZ 3,5 l V8 Atmo     | D     | 127   | + 8 tours           |
| 9    | GTP    | 202 | Mazdaspeed             | Tetsuya Ota (en) Takashi Yorino                 | Mazda 787B                          | D     | 126   | + 9 tours           |
| 9    | GTP    | 202 | Mazdaspeed             | Tetsuya Ota (en) Takashi Yorino                 | Mazda R26B 2,6 l 4-Rotor            | D     | 126   | + 9 tours           |
| 10   | C1     | 36  | Toyota Team Tom’s      | Masanori Sekiya Hitoshi Ogawa                   | Toyota 91C-V                        | B     | 126   | + 9 tours           |
| 10   | C1     | 36  | Toyota Team Tom’s      | Masanori Sekiya Hitoshi Ogawa                   | Toyota R36V 3,6 l V8 Turbo          | B     | 126   | + 9 tours           |
| 11   | C1     | 23  | Nissan Motorsport      | Kazuyoshi Hoshino Toshio Suzuki                 | Nissan R91CP                        | B     | 119   | + 16 tours          |
| 11   | C1     | 23  | Nissan Motorsport      | Kazuyoshi Hoshino Toshio Suzuki                 | Nissan VHR35Z 3,5 l V8 Turbo        | B     | 119   | + 16 tours          |
| Abd. | GTP    | 201 | Mazdaspeed             | David Kennedy Yojiro Terada                     | Mazda 787B                          | D     | 23    | Sortie              |
| Abd. | GTP    | 201 | Mazdaspeed             | David Kennedy Yojiro Terada                     | Mazda R26B 2,6 l 4-Rotor            | D     | 23    | Sortie              |
| Abd. | GTP    | 230 | Pleasure Racing        | Tetsuji Shiratori Masatomo Shimizu Syuuji Fujii | Mazda 767                           | D     | 3     | Différentiel        |
| Abd. | GTP    | 230 | Pleasure Racing        | Tetsuji Shiratori Masatomo Shimizu Syuuji Fujii | Mazda 13J 1,3 l 2-Rotor             | D     | 3     | Différentiel        |
| Nq.  | C1     | 3   | Navi Connection Racing | Taku Akaike Karou Iida                          | Mazda 767B                          | D     | -     |                     |
| Nq.  | C1     | 3   | Navi Connection Racing | Taku Akaike Karou Iida                          | Ford Cosworth DFR V8 Atmo           | D     | -     |                     |

## Pole position et record du tour
- Pole position :  Steven Andskär (#100 Nisseki Racing Team) en 1 min 27s 409
- Meilleur tour en course :  Hitoshi Ogawa (#36 Toyota Team Tom's) en 1 min 14s 593

## À noter
- Longueur du circuit : 3,704 km
- Distance parcourue par les vainqueurs : 500,075 km